# 1995 v dopravě
Tento článek obsahuje seznam událostí souvisejících s dopravou, které proběhly roku 1995.

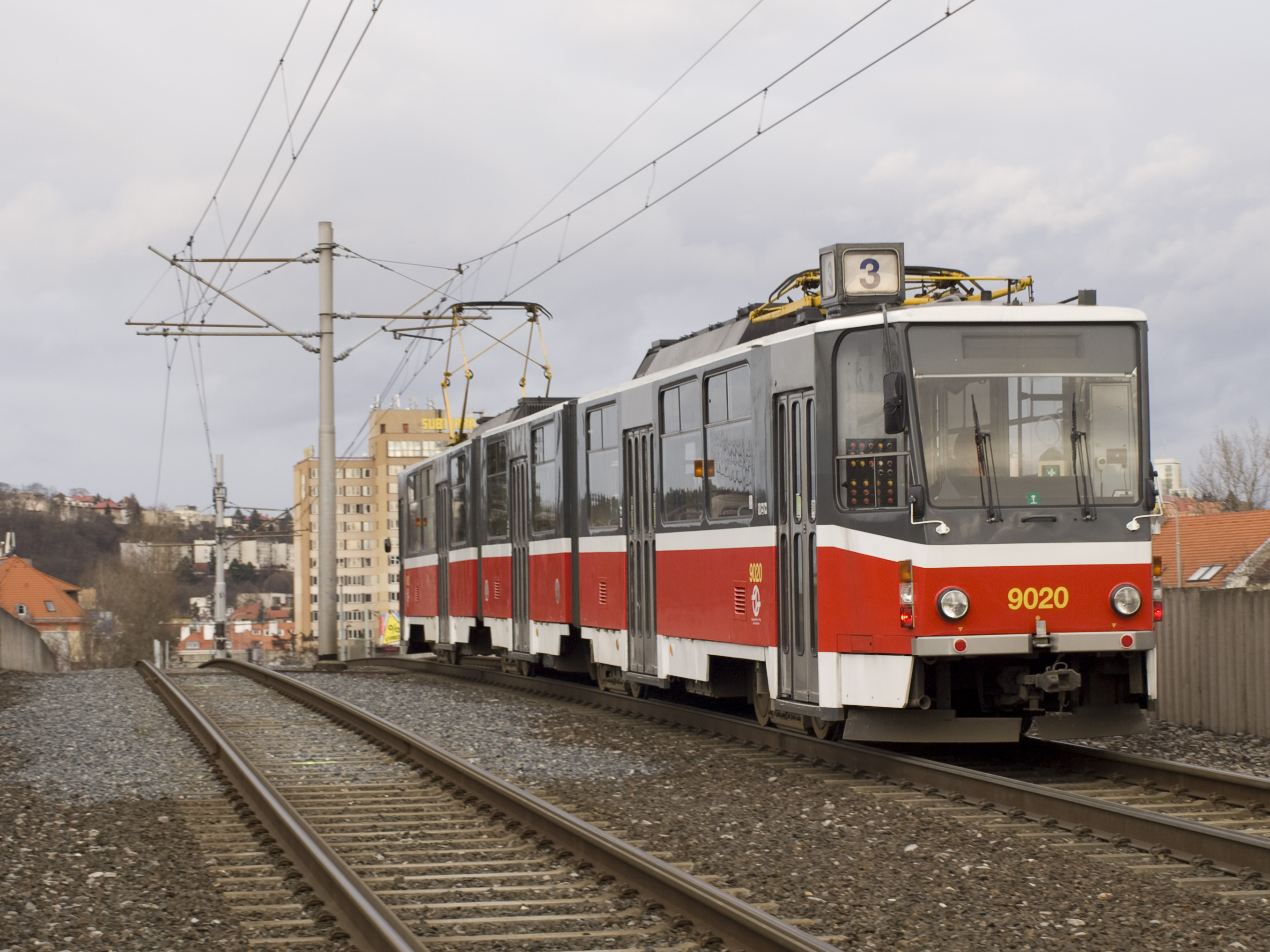
Pražská tramvajová trať do Modřan

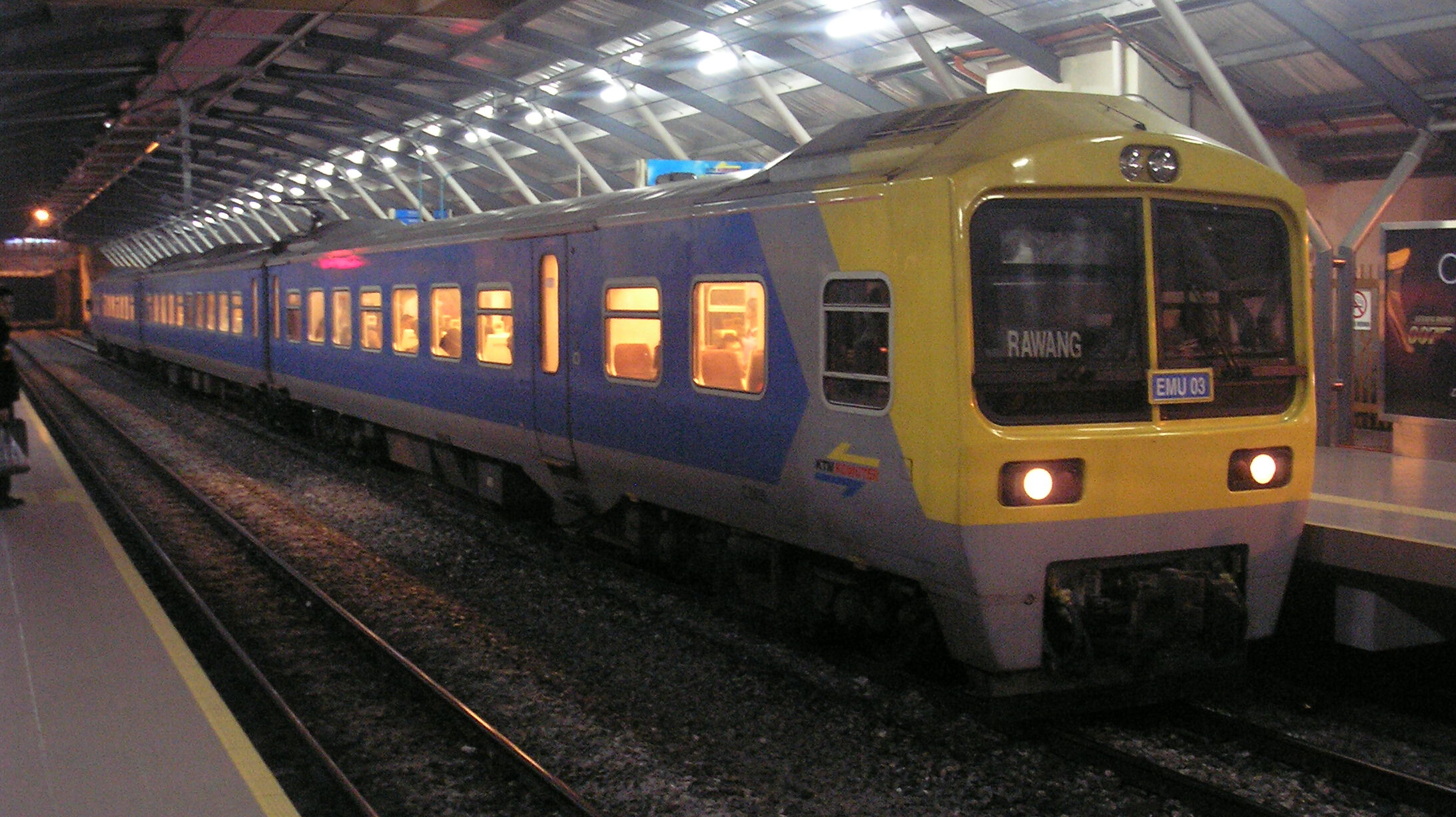
Příměstská železnice v Kuala Lumpur

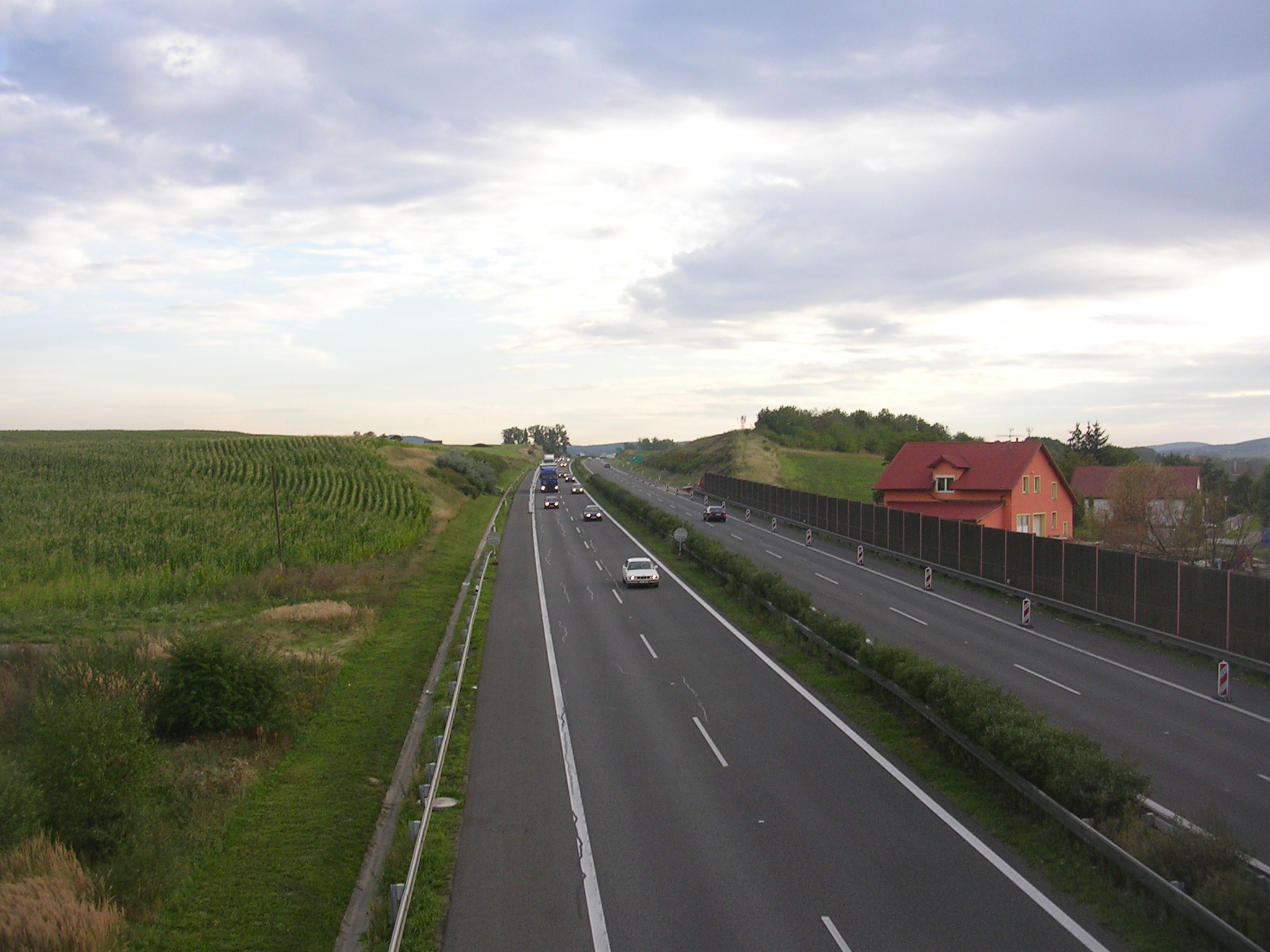
Dálnice D5

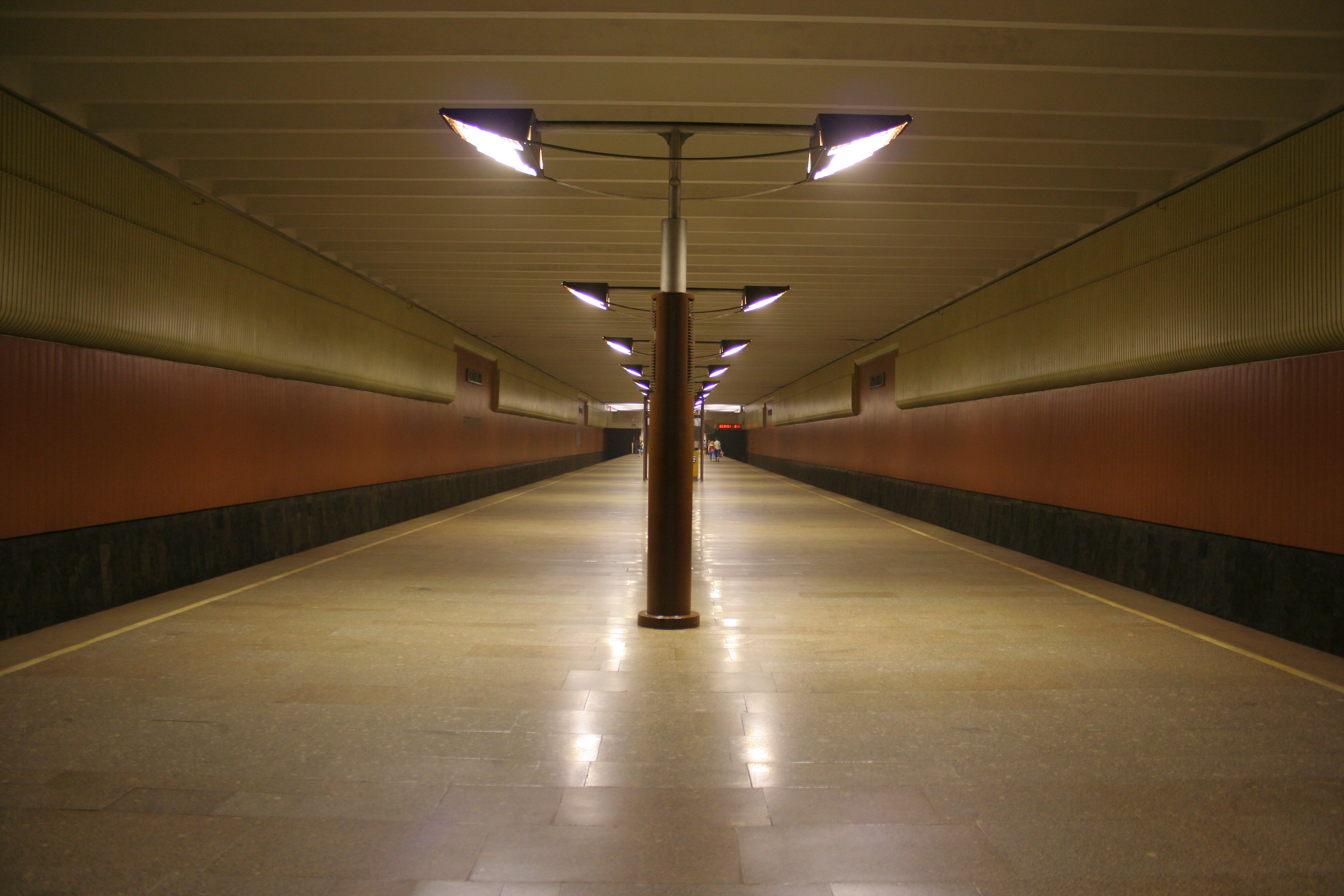
Stanice metra v Moskvě Volžskaja

## Leden
- 1. ledna

 V platnost vstoupil zákon č. 266/1994 Sb. o drahách, který umožnil na síť Českých drah vstup i jiných dopravců.
- 17. ledna

 Milan Houfek se stal ředitelem Dopravního podniku hlavního města Prahy. Post zastával až do roku 2005.

## Květen
- 25. května

 V Praze byla otevřením nového úseku Nádraží Braník – Sídliště Modřany dostavěna tramvajová trať Palackého náměstí – Sídliště Modřany. Jednalo se o jedinou pražskou trať zprovozněnou v 90. letech.

## Červen
- 30. června

 Zprovozněním trakčního vedení mezi Brnem a Vyškovem byla dokončena elektrizace železniční trati 300 z Brna do Přerova.

## Srpen
- 14. srpna

 V Kuala Lumpuru byl zprovozněn systém příměstské železnice s názvem KTM Komuter.
- 29. srpna

 Byl zahájen elektrický provoz na trati Šurany – Zvolen.

## Říjen
- 26. října

 Zprovozněním úseků Bavoryně – Mýto a Klabava – Ejpovice na dálnici D5 došlo k souvislému propojení Prahy a Plzně a ke zvýšení kvality a rychlosti přepravy. Nově otevřené úseky měří celkem 24,4 km.

## Listopad
- 20. listopadu

 V moskevském metru byla dokončena přestavba jedné větve druhé linky; místo jedné větve tak vznikla linka zcela nová, označená jako Kachovskaja. Její celkem tři stanice dlouhý úsek měří 3,3 km.
- 28. listopadu

 Kanadská vláda zprivatizovala národního železničního dopravce, společnost Canadian National Railway.

## Prosinec
- 29. prosince

 V moskevském metru byl otevřen první úsek dlouho budované Ljublinské (světle zelené) linky mezi stanicemi Čkalovskaja a Volžskaja. Vzhledem k nedostatku financí byl zprovozněný úsek kratší než bylo původně plánováno. Stanice Dubrovka však ještě v této době dokončena nebyla a vlaky ji pouze projížděly.